# Albin Tahiri
Albin Tahiri, slovensko-albanski zobozdravnik in alpski smučar, * 15. februar 1989, Slovenj Gradec.
Rodil se je v družini očeta kosovskega Albanca, ki je prišel delat v ravensko železarno, in slovenske matere. Že v mladih letih je začel smučati po bližnjih hribih, trenirati je začel v smučarskem klubu Ravne, nato pa je prestopil v smučarski klub Črna. Bil je del slovenske mladinske reprezentance, v člansko pa se mu ni uspelo uvrstiti v vseh disciplinah, tako da je zaradi finančnih razlogov leta 2009 pridobil kosovsko državljanstvo in začel nastopati za to novonastalo državo. Kot kosovski smučar je bil precejšen eksot, zaplet pa je predstavljalo dejstvo, da Kosovo takrat še ni bilo dovolj mednarodno priznano, tako da je njegova tekmovalna kariera nekaj časa mirovala.
Vmesni čas je izkoristil za študij dentalne medicine na ljubljanski Medicinski fakulteti, kjer je septembra 2018 diplomiral in kasneje pridobil specializacijo oralne kirurgije. Zdaj živi v Ljubljani in opravlja specializacijo v Univerzitetnem kliničnem centru.
Leta 2018 se je kot prvi in edini kosovski športnik uvrstil na Zimske olimpijske igre v Pjongčangu, kjer je nastopal v vseh disciplinah alpskega smučanja, in štiri leta kasneje še na Zimske olimpijske igre v Pekingu. Njegov najboljši rezultat je bil 15. mesto v alpski kombinaciji v Pekingu.